# Miłosna (przystanek kolejowy)
Miłosna – nieistniejący już przystanek osobowy w Kwidzynie, w dzielnicy Miłosna, w powiecie kwidzyńskim, w województwie pomorskim, w Polsce. Została otwarta w 1900 roku razem z linią z Kwidzyna do Kisielic. Do 1945 roku linia ta była używana w ruchu pasażerskim i towarowym, w tym samym roku jej tory zostały rozebrane.